# Liga de Campeones de la EHF 2020-21
La Liga de Campeones de la EHF 2020-21 es la 61.ª edición de la máxima categoría a nivel de clubes de balonmano, aunque es la 28ª edición con la actual nomenclatura.
La temporada 2020-21 viene marcada por el cambio de formato de la competición, pasando de los 28 clubes participantes en la edición anterior a 16, divididos en dos grupos de ocho participantes.

## Formato de competición
Los 16 equipos de la Champions estarán divididos en dos grupos de ocho equipos cada uno, pasando los dos mejores equipos de cada grupo a cuartos de final y quedando totalmente eliminados de la competición los dos últimos de cada grupo.
Los cuatro equipos restantes de cada grupo se enfrentarán en un playoff del que saldrán los equipos restantes para los cuartos de final.
Una vez disputados los cuartos de final, se realizará una Final Four, donde se conocerá al campeón de la edición.

## Equipos clasificados
| Grupos A/B             | Grupos A/B      |
| ---------------------- | --------------- |
| RK Vardar              | FC Barcelona    |
| Paris Saint-Germain    | MKB Veszprém    |
| Vive Kielce            | THW Kiel        |
| FC Oporto              | Aalborg HB      |
| Pick Szeged            | HBC Nantes      |
| Meshkov Brest          | Motor Zaporiyia |
| Elverum Handball       | RK Celje        |
| SG Flensburg-Handewitt | RK Zagreb       |

## Fase de grupos

### Grupo A
| Local \ Visitante   | BRE   | ELV   | FLE   | KIE   | OPO   | PSG   | SZE   | VAR   |
| ------------------- | ----- | ----- | ----- | ----- | ----- | ----- | ----- | ----- |
| Meshkov Brest       | —     | 29–27 | 26–28 | 35–30 | 10–0  | 32–31 | 26–24 | 24–22 |
| Elverum             | 33–31 | —     | 29–30 | 22–31 | 31–38 | 29–44 | 26–28 | 32–35 |
| Flensburg-Handewitt | 29–29 | 29–27 | —     | 31–30 | 36–29 | 28–27 | 37–35 | 0–10  |
| Vive Kielce         | 34–27 | 39–29 | 28–31 | —     | 32–30 | 35–33 | 26–23 | 36–29 |
| FC Oporto           | 27–25 | 28–30 | 10–0  | 32–32 | —     | 31–34 | 25–19 | 27–24 |
| PSG                 | 33–26 | 35–29 | 28–29 | 37–26 | 29–28 | —     | 10–0  | 5–5   |
| Pick Szeged         | 30–27 | 36–27 | 0–10  | 26–30 | 35–31 | 29–32 | —     | 34–33 |
| RK Vardar           | 32–36 | 34–34 | 31–26 | 29–33 | 25–25 | 0–10  | 26–28 | —     |

|                                                                                 | Equipo                 | J  | G  | E | P  | GF  | GC  | DG  | Puntos |
| ------------------------------------------------------------------------------- | ---------------------- | -- | -- | - | -- | --- | --- | --- | ------ |
| 1                                                                               | SG Flensburg-Handewitt | 14 | 10 | 1 | 3  | 341 | 336 | 5   | 21     |
| 2                                                                               | Paris Saint-Germain    | 14 | 9  | 1 | 4  | 388 | 327 | 61  | 19     |
| 3                                                                               | Vive Kielce            | 14 | 9  | 1 | 4  | 442 | 414 | 28  | 19     |
| 4                                                                               | Meshkov Brest          | 14 | 7  | 1 | 6  | 383 | 380 | 3   | 15     |
| 5                                                                               | FC Oporto              | 14 | 5  | 2 | 7  | 361 | 362 | -1  | 12     |
| 6                                                                               | Pick Szeged            | 14 | 6  | 0 | 8  | 318 | 329 | -11 | 12     |
| 7                                                                               | RK Vardar              | 14 | 3  | 3 | 8  | 335 | 350 | -15 | 9      |
| 8                                                                               | Elverum Handball       | 14 | 2  | 1 | 11 | 387 | 457 | -70 | 5      |
| Fuente: EHF Champions League: Clasificación - Grupo A; actualización automática |                        |    |    |   |    |     |     |     |        |

### Grupo B
| Local \ Visitante | AAL   | CEL   | FCB   | NAN   | MOT   | THW   | VES   | ZAG   |
| ----------------- | ----- | ----- | ----- | ----- | ----- | ----- | ----- | ----- |
| Aalborg           | —     | 0–10  | 32–35 | 32–24 | 38–29 | 23–31 | 27–33 | 38–29 |
| RK Celje          | 29–31 | —     | 29–32 | 25–31 | 31–32 | 24–35 | 25–29 | 29–28 |
| FC Barcelona      | 42–33 | 42–28 | —     | 30–29 | 42–34 | 29–25 | 37–30 | 45–27 |
| HBC Nantes        | 38–29 | 28–30 | 27–35 | —     | 31–32 | 24–24 | 24–28 | 30–28 |
| Motor Zaporiyia   | 27–29 | 31–29 | 25–30 | 29–28 | —     | 10–0  | 34–37 | 29–25 |
| THW Kiel          | 28–26 | 33–29 | 26–32 | 27–35 | 34–23 | —     | 31–31 | 36–30 |
| MKB Veszprém      | 30–32 | 39–24 | 34–37 | 5–5   | 34–30 | 41–33 | —     | 37–25 |
| RK Zagreb         | 26–27 | 22–30 | 33–37 | 24–34 | 23–24 | 21–31 | 28–35 | —     |

|                                                                                 | Equipo          | J  | G  | E | P  | GF  | GC  | DG  | Puntos |
| ------------------------------------------------------------------------------- | --------------- | -- | -- | - | -- | --- | --- | --- | ------ |
| 1                                                                               | FC Barcelona    | 14 | 14 | 0 | 0  | 505 | 412 | 93  | 28     |
| 2                                                                               | MKB Veszprém    | 14 | 9  | 2 | 3  | 443 | 392 | 51  | 20     |
| 3                                                                               | THW Kiel        | 14 | 7  | 2 | 5  | 394 | 378 | 16  | 16     |
| 4                                                                               | Aalborg HB      | 14 | 7  | 0 | 7  | 397 | 411 | -14 | 14     |
| 5                                                                               | Motor Zaporiyia | 14 | 7  | 0 | 7  | 389 | 411 | -22 | 14     |
| 6                                                                               | HBC Nantes      | 14 | 5  | 2 | 7  | 388 | 378 | 10  | 12     |
| 7                                                                               | RK Celje        | 14 | 4  | 0 | 10 | 372 | 413 | -41 | 8      |
| 8                                                                               | RK Zagreb       | 14 | 0  | 0 | 14 | 369 | 462 | -93 | 0      |
| Fuente: EHF Champions League: Clasificación - Grupo B; actualización automática |                 |    |    |   |    |     |     |     |        |

## Fase eliminatoria

### Octavos de final
El 10 de febrero de 2021, el Comité Ejecutivo de la EHF decidió cambiar el formato de competición de la Champions masculina y femenina debido a la situación generada por el COVID-19, que obligó al aplazamiento de partidos y que a algunos equipos se les diesen por perdidos estos, pasando a clasificarse todos los equipos, que se enfrentarían en octavos de final según su posicionamiento en la fase de grupos.
| Equipo 1         | Agr.      | Equipo 2               | Ida   | Vuelta |
| ---------------- | --------- | ---------------------- | ----- | ------ |
| HBC Nantes       | 58-56     | Vive Kielce            | 24-25 | 34-31  |
| SC Pick Szeged   | 56-66     | THW Kiel               | 28-33 | 28-33  |
| Motor Zaporiyia  | 55-60     | Meshkov Brest          | 32-30 | 23-30  |
| FC Oporto        | 56-56 (a) | Aalborg HB             | 32-29 | 24-27  |
| RK Zagreb        | 0-20      | SG Flensburg-Handewitt | 0-10  | 0-10   |
| Elverum Handball | 44-76     | FC Barcelona           | 25-37 | 19-39  |
| RK Celje         | 47-68     | Paris Saint-Germain    | 24-37 | 23-31  |
| RK Vardar        | 57-80     | MKB Veszprém           | 27-41 | 30-39  |

### Cuartos de final
| Equipo 1               | Agr.  | Equipo 2      | Ida   | Vuelta |
| ---------------------- | ----- | ------------- | ----- | ------ |
| MKB Veszprém           | 60-62 | HBC Nantes    | 28-32 | 32-30  |
| Paris Saint-Germain    | 63-59 | THW Kiel      | 29-31 | 34-28  |
| FC Barcelona           | 73-57 | Meshkov Brest | 33-29 | 40-28  |
| SG Flensburg-Handewitt | 54-55 | Aalborg HB    | 21-26 | 33-29  |

### Final Four
|  | Semifinales         | Semifinales  |             |    | Final | Final |
|  |                     |              |             |    |       |       |
|  | 12 de junio         |              |             |    |       |       |
|  |                     |              |             |    |       |       |
|  | Paris Saint-Germain | 33           |             |    |       |       |
|  | Paris Saint-Germain | 33           | 13 de junio |    |       |       |
|  | Aalborg HB          | 35           |             |    |       |       |
|  | Aalborg HB          | 35           | Aalborg HB  | 23 |       |       |
|  | 12 de junio         |              | Aalborg HB  | 23 |       |       |
|  |                     | FC Barcelona | 36          |    |       |       |
|  | FC Barcelona        | FC Barcelona | 36          | 31 |       |       |
|  | FC Barcelona        |              |             | 31 |       |       |
|  | HBC Nantes          | 26           |             |    |       |       |
|  | HBC Nantes          | 26           | 3º Puesto   |    |       |       |
|  |                     |              |             |    |       |       |
|  | 13 de junio         |              |             |    |       |       |
|  |                     |              |             |    |       |       |
|  | Paris Saint-Germain | 31           |             |    |       |       |
|  | Paris Saint-Germain | 31           |             |    |       |       |
|  | HBC Nantes          | 28           |             |    |       |       |

| Liga de Campeones EHF 2020-21 |
| ----------------------------- |
|                               |
| FC Barcelona 10.o Título      |